# 우붓 왕궁

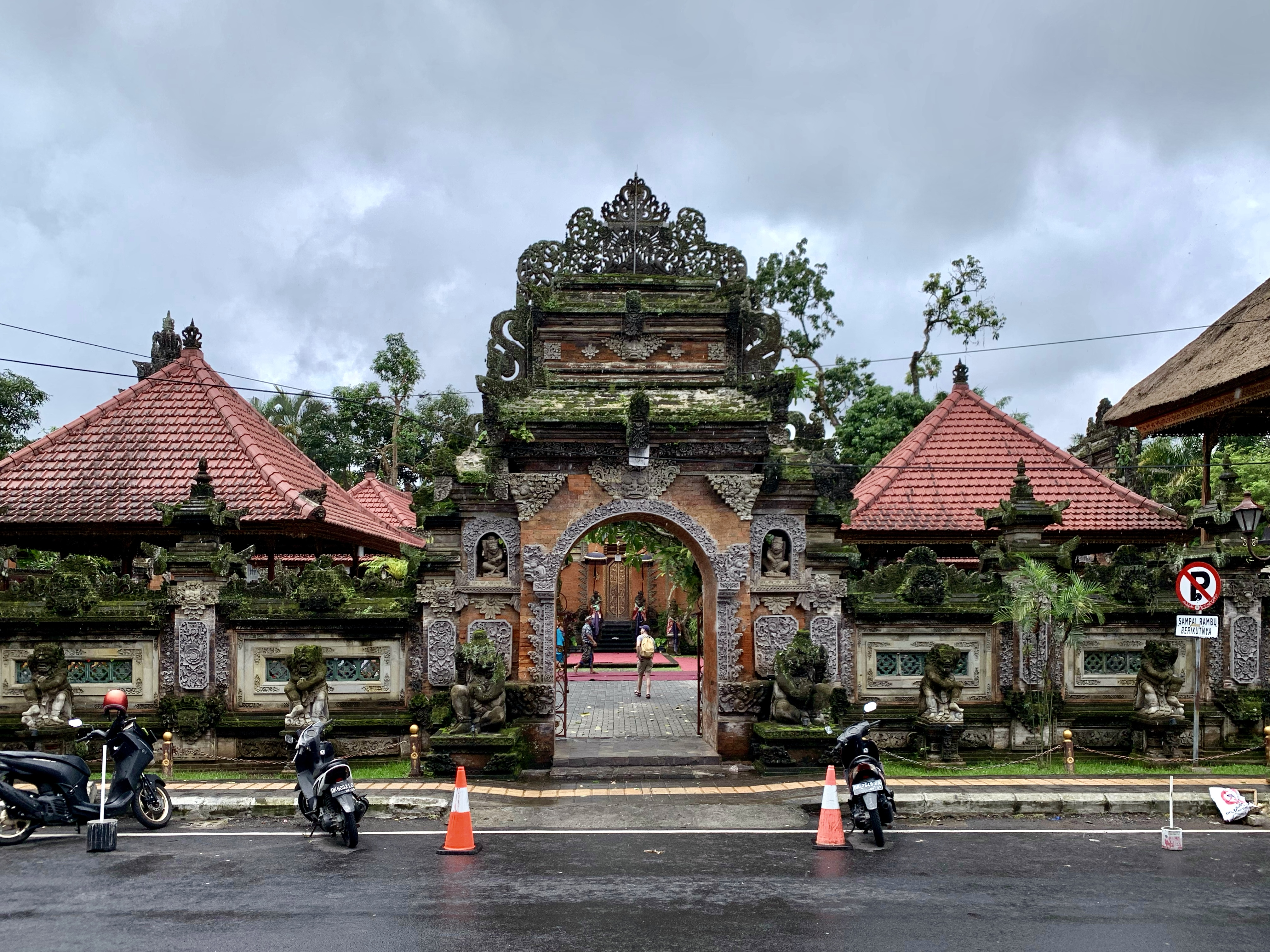
우붓 왕궁의 문

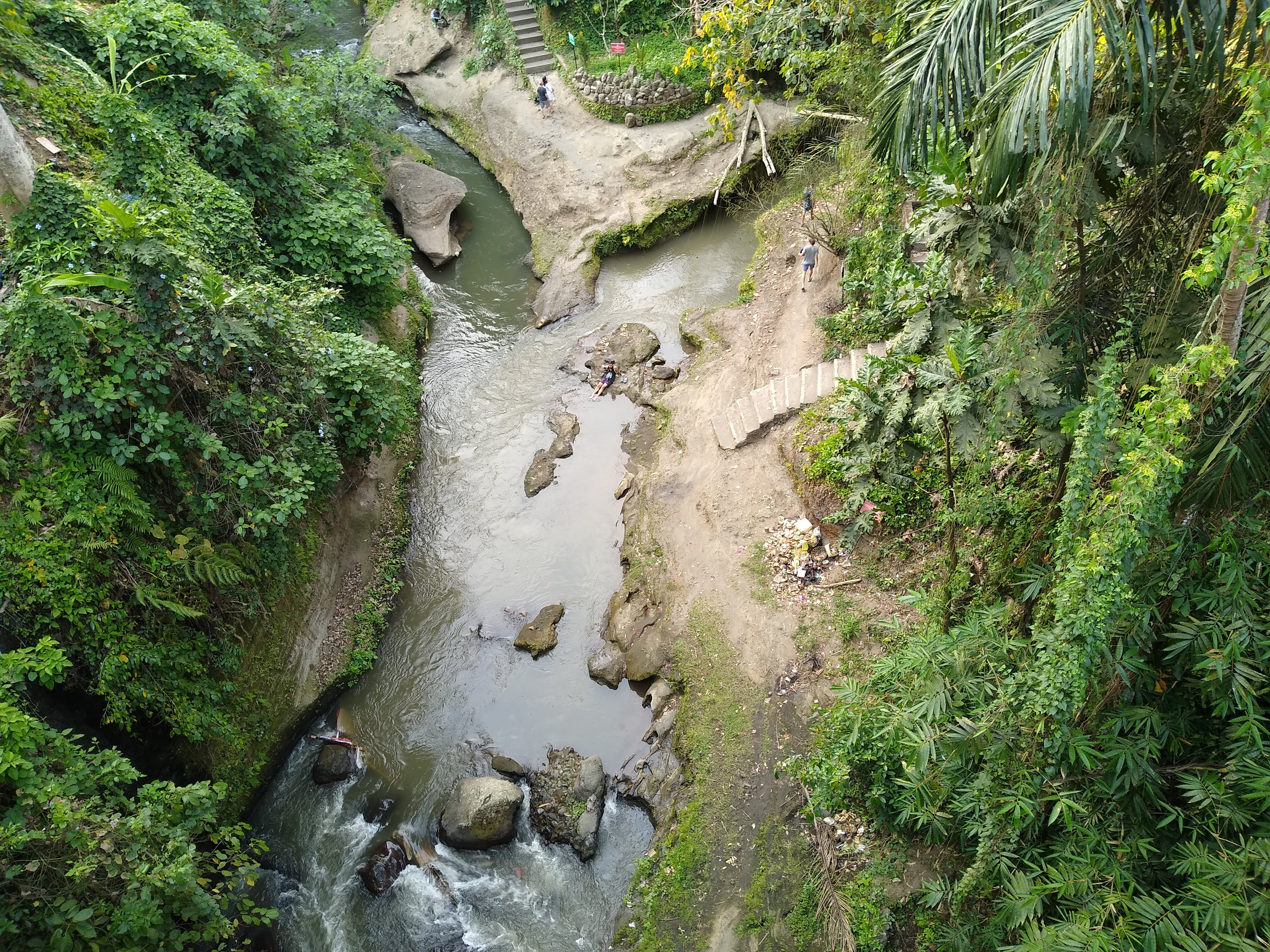
짬뿌한 강 합류점

우붓 왕궁, 공식적으로 뿌리사렌 아궁은 인도네시아 발리주 기안야르군에 위치한 우붓의 관광 명소 중 하나로, 라야 우붓(Raya Ubud) 도로의 교차점에 위치해 있는 역사적인 큰 궁전이다.
우붓의 마지막 통치 군주인 조코르다 게데 아궁 수카와티(1910-1978)의 거주지는 왕실이 여전히 소유하고 있다. 마당에서는 춤 공연과 의식이 열린다. 이 궁전은 1930년대에 문을 연 우붓의 첫 번째 호텔 중 하나이기도 했다.

## 역사
이 궁전은 우붓 왕가의 공식적인 거주지였다. 리시 마르칸디야가 발리에서 오늘날 베사키의 모전이 있는 산비탈에 다섯 개의 귀금속을 묻을 것이라는 신의 계시를 받은 것은 그의 여행 중이었다. 리시 마르칸디야는 한 무리의 추종자들과 함께 빛과 에너지를 발산하는 섬의 중앙 기슭에 위치한 목적지에 자기적으로 매료되었다. 이곳은 우붓의 우스강 분기점에 있는 캄푸한으로, 푸라 군웅 르바라는 이름의 사원을 지어야겠다고 생각한 곳이었다.
그 후 발리 원정에서 리시 마르칸디야는 여러 개의 중요한 사원을 세우고 계단식 경관을 위한 공유 관개 시스템을 만들었는데, 이것은 오늘날에도 여전히 농부들이 실행하고 있다. 리시 마르칸디야는 공동체와 종교 업무를 담당하는 마을 의회인 반자르의 형성에도 영감을 주었다. 본질적으로 리시 마르칸디야는 아가마 티르타 또는 성수의 종교로 일컬어지는 가장 순수한 형태의 발리 힌두교의 창시자라고 할 수 있다.
지난 8세기에 발견된 이래로 캄푸한 지역은 그것의 거대한 영적인 힘 때문에 발리 사람들에 의해 항상 높이 평가되어 왔다. 심지어 우붓이라는 용어는 우바드라는 용어에서 유래되었는데, 이는 이곳에서 무작위로 자라는 일련의 식물들의 전통적인 치유 특성을 참조하는 의학을 의미한다. 수 세대에 걸쳐 힌두교를 믿는 사람들은 사원 의식과 청소 의식을 위해 중재하고, 목욕하고, 성수를 모으기 위해 우스 강의 포크로 특별한 순례를 했다.
자바와 발리 사이에는 항상 유대 관계가 있었지만, 15세기에 한때 강력했던 마자파힛 제국이 붕괴되면서 귀족들이 발리로 대거 이주하게 되었다. 결과적으로 섬의 동쪽 해안에 겔겔이라는 새로운 왕국이 세워졌고 많은 중요한 통치 가문들에게 성역을 제공했다. 그들은 예술적 유산과 카스트 제도의 원칙을 가져왔다.
17세기까지 발리는 변함없이 우붓에 몇몇 왕가의 설립을 포함한 새로운 왕국들의 급속한 출현을 경험했다. 그러나 이 시기는 또한 궁극적인 목표인 우월성을 가진 왕가 사이의 많은 갈등을 목격했다. 클룽쿵 출신의 왕자가 수카와티에 거대한 힘과 미적 아름다움의 중심지로 궁전을 짓도록 보내졌다. 장인들은 발리 곳곳에서 와서 건축을 도왔고, 일단 건축을 완성하면 그들 중 많은 사람들이 머물기로 선택했다. 오늘날 수카와티는 춤과 음악뿐만 아니라 모든 형태의 예술성을 강력하게 지지하는 공동체이다.
수카와티에 통치권이 성공적으로 확립되자 1700년대 후반에 우붓 지역을 확보하기 위해 궁궐 가신들이 파견되었다. 사촌 한 쌍이 파당 테갈과 더 북쪽에 있는 타만 지역에 경쟁 공동체를 형성했다. 이 이웃 마을들 간의 싸움이 계속되자 수카와티 왕은 형제들인 트조코르데 응우라 타바난을 펠리탄으로, 트조코르데 탕케반을 삼바한으로 보내어 이 곤란한 지역들을 다스릴 궁리를 했다.

## 같이 보기
- 클룽쿵 궁전(Klungkung Palace)